# Secret Number

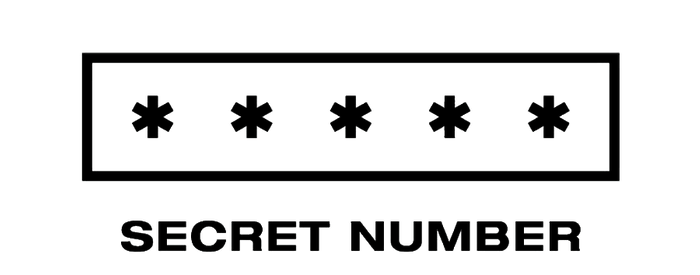
Logo chính thức của Secret Number

Secret Number (tiếng Hàn Quốc: 시크릿넘버; còn được viết là SECRET NUMBER) là một nhóm nhạc nữ đa quốc tịch từ Hàn Quốc được quản lý bởi công ty Vine Entertainment. Nhóm gồm sáu thành viên: Soodam, Zuu, Ebin, Min C, Dinda và Navi. Nhóm đã ra mắt vào ngày 19 tháng 5 năm 2020 với đĩa đơn đầu tay "Who dis?"

## Tên gọi
Theo chia sẻ của nhóm, tên gọi Secret Number mang ý nghĩa rằng: “Mỗi người đều có một ‘số bí mật’ (như mật khẩu hoặc mã PIN), thường là ngày sinh nhật, ngày kỷ niệm, hay một con số đặc biệt nào đó. Chúng mình muốn mang ý nghĩa đặc biệt ấy đến với công chúng. Logo của nhóm được thiết kế như một ô mật khẩu với năm ngôi sao, tượng trưng cho năm thành viên.”

## Lịch sử hoạt động

### 2013-2019: Trước khi ra mắt
- Léa đã ra mắt với tư cách là thành viên của SKarf vào ngày 31 tháng 5 năm 2013 với mini album đầu tiên "Luv Virus", với nghệ danh là Hana sau khi thành viên Sol rời nhóm. Năm 2014, SKarf tan rã. Năm 2017, cô tham gia chương trình sống còn Mixnine của YG nhưng bị loại ở hạng 107 trong tập 7.
- Dita từng là thành viên của công ty nhảy 1MILLION Dance Studio trước khi cô trở thành thực tập sinh của Vine Ent.
- Jinny từng là thực tập sinh của YG trong 5 năm. Năm 2018, cô rời YG và tham gia chương trình sống còn Produce 48 của Mnet nhưng bị loại ở hạng 68 trong tập 5.[2]
- Năm 2016, Minji từng là thực tập sinh của Magic Fesh tham gia chương trình sống còn Produce 101 của Mnet nhưng bị loại ở hạng 71 trong tập 5. Năm 2018, cô rời Magic Fresh và gia nhập MND17 tham gia tiếp chương trình sống còn của Mnet, Produce 48, cùng với Jinny nhưng cô tiếp tục bị loại ở hạng 53 trong tập 8.
- Năm 2015, Denise đã tham gia chương trình K-pop Star 5 nhưng bị loại ở hạng 3 trong tập 20 (Tập bán kết). Chương trình kết thúc, cô trở thành thực tập sinh của YG. Năm 2018, cô rời YG.

Vào ngày 12 tháng 3 năm 2020, Vine Entertainment thông báo rằng nhóm ban đầu được lên lịch ra mắt vào ngày 26 tháng 3 năm 2020, tuy nhiên kế hoạch này sau đó đã bị hoãn lại do đại dịch COVID-19.

### 2020: Ra mắt vớiWho dis?và comeback vớiGot That Boom

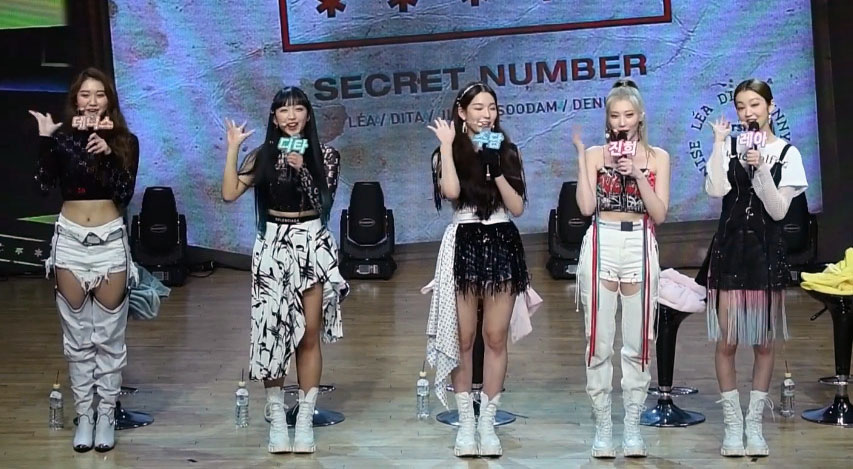
Secret Number tại buổi trình diễn album đầu tay Who Dis? vào ngày 19 tháng 5 năm 2020.

Nhóm đã ra mắt với 5 thành viên Léa, Dita, Jinny, Soodam, Denise vào ngày 19 tháng 5 năm 2020 với đĩa đơn đầu tay "Who dis?".
Vào ngày 22 tháng 10, công ty thông báo nhóm sẽ comeback với album thứ hai Got that boom vào 4 tháng 11 năm 2020.
Sự thành công thương mại của Secret Number trong năm tháng đầu tiên đã mang về cho họ nhiều giải thưởng tân binh tại các lễ trao giải âm nhạc cuối năm lớn của Hàn Quốc, bao gồm Asia Artist Awards, APAN Music Awards và Asian Pop Music Awards. Ngoài ra, Billboard Hàn Quốc cũng vinh danh họ là một trong những nhóm nhạc tân binh K-pop nổi bật nhất năm 2020.

### 2021: Trở lại vớiFire Saturdayvà thành viên mới
Ngày 30 tháng 9 năm 2021, Vine Entertainment thông báo trên tài khoản Instagram rằng Denise sẽ không tham gia hoạt động quảng bá cho album thứ ba của nhóm do vấn đề liên quan đến việc đàm phán hợp đồng.
Ngày 16 tháng 10, Zuu được giới thiệu sẽ là thành viên mới của nhóm. Một ngày sau đó, Minji được giới thiệu sẽ là thành viên mới thứ 2. Vào ngày 8 tháng 10, công ty thông báo nhóm sẽ comeback với album thứ ba Fire Saturday vào 27 tháng 10 năm 2021 vơi đội hình 6 thành viên mà không có Denise (gồm 2 thành viên mới: Zuu và Minji).

### 2022-2023: Denise rời đi,Doomchitavà ra mắt tại Nhật Bản

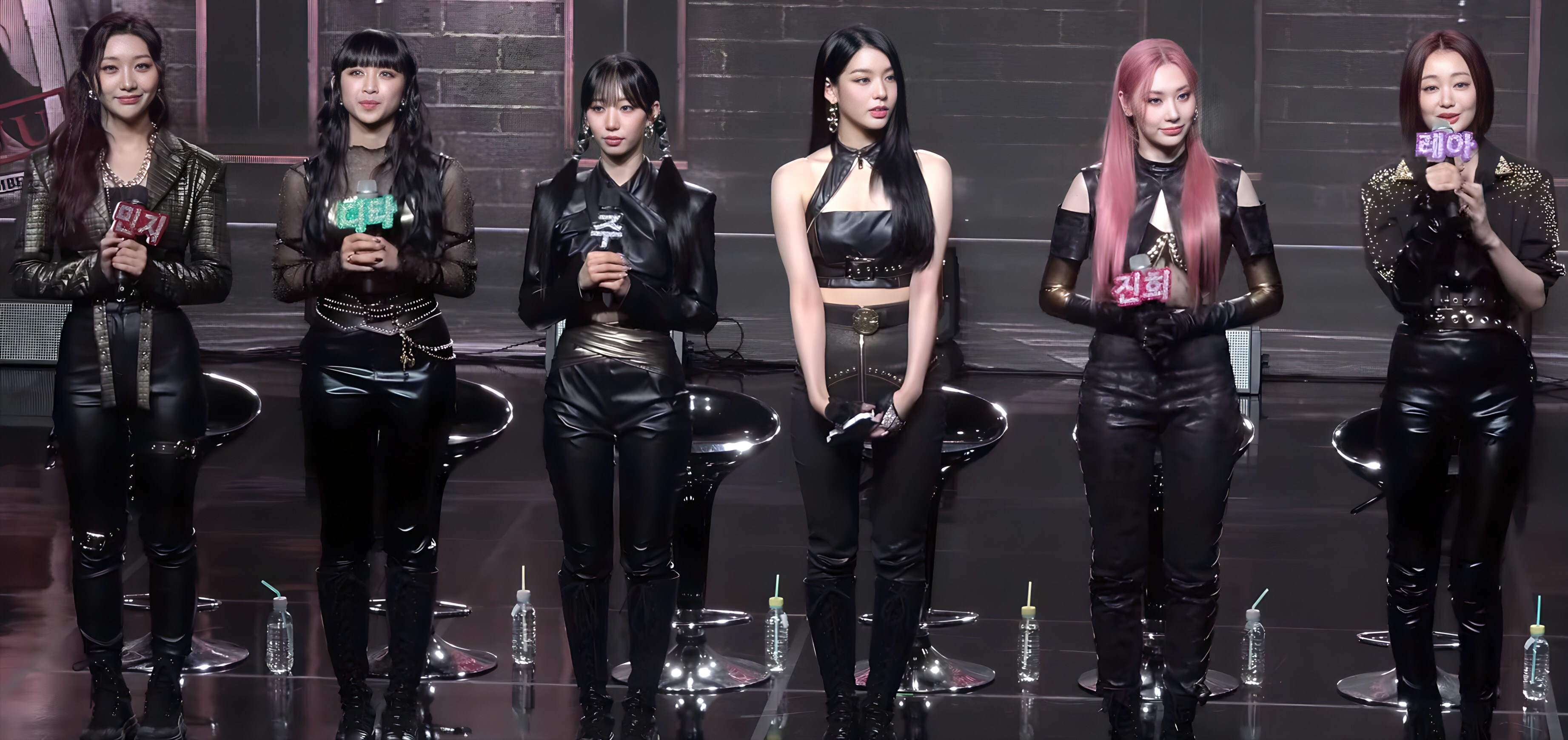
Secret Number tại buổi ra mắt single album thứ 4 'DOOMCHITA', vào ngày 8 tháng 6 năm 2022.

Vào ngày 5 tháng 2 năm 2022, Denise đã thông báo về việc rời khỏi nhóm và Vine Entertainment trên tài khoản Instagram của cô ấy.
Vào ngày 12 tháng 5 năm 2022, Vine Entertainment thông báo rằng Secret Number sẽ phát hành album đĩa đơn thứ tư Doomchita vào ngày 8 tháng 6.
Ngày 5 tháng 8 năm 2022, Secret Number ký hợp đồng hợp tác độc quyền với công ty SP & Co., Ltd. để phụ trách hoạt động quảng bá cho nhóm và phân phối các đĩa đơn tại Nhật Bản.
Ngày 9 tháng 11 năm 2022, Vine Entertainment thông báo Secret Number sẽ phát hành single album thứ năm mang tên Tap vào ngày 16 tháng 11.
Ngày 3 tháng 3 năm 2023, Secret Number chính thức phát hành digital single tiếng Nhật đầu tay “Like It Like It”. Đồng thời, nhóm cũng công bố sẽ ra mắt mini album cùng tên gồm 6 ca khúc, trong đó có bài hát debut tiếng Nhật, vào ngày 5 tháng 4 năm 2023. Tiếp đó, vào ngày 24 tháng 5 năm 2023, Secret Number phát hành single album thứ sáu mang tên Doxa. Ba tháng sau, ngày 16 tháng 8 năm 2023, thông qua các tài khoản mạng xã hội chính thức, nhóm tiếp tục phát hành single album thứ bảy mang tên Starlight.
Ngày 31 tháng 8 năm 2023, thành viên Dita được chọn làm đại sứ quan hệ song phương giữa Indonesia và Hàn Quốc, và được chính thức bổ nhiệm bởi đại sứ Indonesia tại Hàn Quốc, ông Gandi Sulistiyanto.
Ngày 25 tháng 9 năm 2023, Vine Entertainment hợp tác với nền tảng Koong để phát hành album NFT đặc biệt mang tên Love, Bye, do Dita, Jinny và Minji thể hiện.

### 2024: Chuyến lưu diễn ra mắt tại Hoa Kỳ, buổi hòa nhạc solo đầu tiên, sự ra đi của các thành viên và thay đổi đội hình
Đầu năm 2024, Secret Number công bố chuyến lưu diễn đầu tay tại Hoa Kỳ thông qua Studio PAV với tư cách là đơn vị quảng bá mang tên Unlock. Họ đã đến thăm tám thành phố được lựa chọn bởi các cuộc thăm dò, bắt đầu từ Chicago vào ngày 26 tháng 7 năm 2024 và kết thúc tại Los Angeles vào ngày 10 tháng 8. Vào ngày 28 tháng 9 năm 2024, Vine Entertainment đã hợp tác với Chan Entertainment và Tiptip với tư cách là đơn vị quảng bá để tổ chức buổi hòa nhạc solo đầu tiên mang tên Passworld tại Indonesia, được tổ chức tại Sân vận động Tennis Indoor Senayan, Jakarta.
Vào ngày 2 tháng 4 năm 2025, Léa rời nhóm sau khi hợp đồng hết hạn. Ngày hôm sau, ba thành viên khác là Dita, Jinny và Minji cũng rời nhóm sau khi hợp đồng hết hạn.
Vào ngày 14 tháng 8 năm 2025, Ebin, Minssi, Dinda và Nabi chính thức gia nhập nhóm. Vào ngày 8 tháng 8 năm 2025, nhóm đã tung ra đoạn teaser "sắp ra mắt" trên các kênh mạng xã hội chính thức, hé lộ về sự trở lại sắp tới của họ.
Vào ngày 12 tháng 8 năm 2025, nhóm thông báo sẽ phát hành album đĩa đơn thứ tám "Don't Touch" vào ngày 19 tháng 8.

## Thành viên
| Nghệ danh           | Nghệ danh | Nghệ danh | Tên khai sinh                      | Tên khai sinh                     | Tên khai sinh                                      | Tên khai sinh      | Tên khai sinh               | Ngày Sinh                  | Nơi Sinh                        | Quốc tịch |
| Latinh              | Hangul    | Kana      | Latinh                             | Hangul                            | Kana                                               | Hanja              | Hán Việt                    | Ngày Sinh                  | Nơi Sinh                        | Quốc tịch |
| Thành viên hiện tại |           |           |                                    |                                   |                                                    |                    |                             |                            |                                 |           |
| Dinda               | 딘다      | ディンダ  | Dinda Putri Maharani               | 딘다 푸트리 마하라니              | ディンダ・プトリ・マハラニ                         | 迪達 富麗 摩訶羅尼 | Địch Đạt Phú Lệ Ma Ha La Ni | 22 tháng 8, 2003           | -                               | Indonesia |
| Min C               | 민씨      | ミン      | Min Seo                            | 민서                              | ミンソ                                             | 敏瑞               | Mẫn Thụy                    | 21 tháng 4, 2006           | -                               | Anh Quốc  |
| Min C               | 민씨      | ミン      | Min Seo                            | 민서                              | ミンソ                                             | 敏瑞               | Mẫn Thụy                    | 21 tháng 4, 2006           | -                               | Hàn Quốc  |
| Navi                | 나비      | ナビ      | Kim Na Hyun                        | 김나현                            | キム・ナヒョン                                     | 金娜贤             | Kim Na Hiền                 | 13 tháng 4, 2003           | -                               | Hàn Quốc  |
| Ebin                | 에빈      | エビン    | Jeong Hye Bin                      | 정혜빈                            | チョン・ヘビン                                     | 鄭慧斌             | Trịnh Huệ Bân               | 28 tháng 1, 2004           | -                               | Hàn Quốc  |
| Soodam              | 수담      | スダム    | Lee Soodam                         | 이수담                            | イ･スダム                                          | 李秀潭             | Lý Tú Đàm                   | 9 tháng 11, 1999           | Seoul, Hàn Quốc                 | Hàn Quốc  |
| Zuu                 | 주        | ジュ      | Ji Yeongju                         | 지영주                            | ジ・ヨンジュ                                       | 志英周             | Trí Anh Châu                | 24 tháng 3, 2000           | Seoul, Hàn Quốc                 | Hàn Quốc  |
| Cựu thành viên      |           |           |                                    |                                   |                                                    |                    |                             |                            |                                 |           |
| Denise              | 데니스    | デニス    | Denise Kim                         | 김데니스                          | デニス・キム                                       | 金丹妮斯           | Kim Đan Ni Tư               | 11 tháng 1, 2001           | Texas, Hoa Kỳ                   | Hoa Kỳ    |
| Denise              | 데니스    | デニス    | Kim Jinsil                         | 김진실                            | キム・ジンシル                                     | 金眞實             | Kim Chân Chí                | 11 tháng 1, 2001           | Texas, Hoa Kỳ                   | Hoa Kỳ    |
| Léa                 | 레아      | レア      | Ogawa Mizuki                       | 오가와 미즈키                     | オガワミズキ                                       | 小川美月           | Tiểu Xuyên Mỹ Nguyệt        | 12 tháng 8, 1995           | Tokyo, Nhật Bản                 | Nhật Bản  |
| Dita                | 디타      | ディタ    | Anak Agung Ayu Puspa Aditya Karang | 아낙 아궁 아유 뿌스빠 아디땨 까랑 | アナク・アグン・アユ・フースパ・アディチャ・カラン | 迪塔卡朗           | Địch Tháp Khải Lãng         | 25 tháng 12, 1996          | Yogyakarta, Indonesia           | Indonesia |
| Jinny               | 진희      | ジニ      | Jinny Park                         | 지니 박                           | ジニー・パク                                       | 朴真熙             | Phác Trân Hy                | 20 tháng 1, 1998 (24 tuổi) | Los Angeles, California, Hoa Kỳ | Hoa Kỳ    |
| Jinny               | 진희      | ジニ      | Park Jinhee                        | 박진희                            | パク・ジンヒ                                       | 朴真熙             | Phác Trân Hy                | 20 tháng 1, 1998 (24 tuổi) | Los Angeles, California, Hoa Kỳ | Hàn Quốc  |
| Minji               | 민지      | ミンジ    | Park Minji                         | 박민지                            | パク・ミンジ                                       | 朴珉志             | Phác Mân Trí                | 31 tháng 3, 1999           | Yongin, Gyeonggi, Hàn Quốc      | Hàn Quốc  |

- Chú thích: Secret Number không có trưởng nhóm

## Danh sách đĩa nhạc

### Đĩa mở rộng
| Tên             | Thông tin đĩa mở rộng                                                                                          |
| --------------- | --- |
| Like It Like It | - Phát hành: Ngày 5 tháng 8 năm 2023 (Nhật Bản) - Hãng: SPC Music - Định dạng: CD, digital download, streaming |

### Single album
| Tên           | Thông tin đĩa đơn                                                                                   | Danh sách bài hát                               | Vị trí xếp hạng cao nhất | Doanh số    |
| Tên           | Thông tin đĩa đơn                                                                                   | Danh sách bài hát                               | HQ                       | Doanh số    |
| ------------- | --------------------------------------------------------------------------------------------------- | ----------------------------------------------- | ------------------------ | ----------- |
| Who dis?      | - Phát hành: Ngày 19 tháng 5 năm 2020 - Hãng: Vine Entertainment - Định dạng: CD, digital download  | Danh sách 1. Who Dis? 2. Holiday                | 19                       | - HQ: 6,178 |
| Got That Boom | - Phát hành: Ngày 4 tháng 11 năm 2020 - Hãng: Vine Entertainment - Định dạng: CD, digital download  | Danh sách 1. Got That Boom 2. Privacy           | 20                       | - HQ: 6,979 |
| Fire Saturday | - Phát hành: Ngày 27 tháng 10 năm 2021 - Hãng: Vine Entertainment - Định dạng: CD, digital download | Danh sách 1. Fire Saturday 2. Dangerous In Love | 23                       | - HQ: 5,999 |
| Starlight     | - Released: August 24, 2023 - Label: Vine Entertainment - Format: Digital download, streaming       | Danh sách 1. Starlight 2. Crazy Love            | —                        | —           |
| Don't touch   | - Released: August 19, 2025 - Label: Vine Entertainment - Format: Digital download, streaming       |                                                 |                          |             |

### Đĩa đơn
Danh sách các đĩa đơn, bao gồm năm phát hành, một số thứ hạng tiêu biểu trên bảng xếp hạng, và tên album
| Tiêu đề                | Năm      | Vị trí xếp hạng cao nhất | Album           |
| Tiêu đề                | Năm      | HQ Down.                 | Album           |
| Hàn Quốc               | Hàn Quốc | Hàn Quốc                 | Hàn Quốc        |
| ---------------------- | -------- | ------------------------ | --------------- |
| "Who Dis?"             | 2020     | 123                      | Who Dis?        |
| "Got That Boom"        | 2020     | 81                       | Got That Boom   |
| "Fire Saturday" (불토) | 2021     | 73                       | Fire Saturday   |
| "Doomchita" (둠치타)   | 2022     | 76                       | Doomchita       |
| "Tap"                  | 2022     | 50                       | Tap             |
| "Doxa" (독사)          | 2023     | 45                       | Doxa            |
| "Starlight"            | 2023     | —                        | Starlight       |
| Nhật Bản               |          |                          |                 |
| "Like It Like It"      | 2023     | 122                      | Like It Like It |

### Nhạc phim
| Tiêu đề                                                                                       | Năm  | Vị trí xếp hạng cao nhất | Vị trí xếp hạng cao nhất | Album                            |
| Tiêu đề                                                                                       | Năm  | HQ Down.                 | HQ BGM                   | Album                            |
| --------------------------------------------------------------------------------------------- | ---- | ------------------------ | ------------------------ | -------------------------------- |
| "Love, Maybe" (사랑인가 봐) (Dita, Zuu, and Soodam)                                           | 2022 | 84                       | 17                       | Business Proposal OST Part 5     |
| "Fall In Love" (Minji, Zuu, and Soodam)                                                       | 2023 | —                        | —                        | Love Alarm Clap! Clap! Clap! OST |
| "Love Love" (Zuu and Soodam)                                                                  | 2024 | —                        | —                        | Serendipity's Embrace OST Part 1 |
| “—” biểu thị bản thu âm không lọt vào bảng xếp hạng hoặc không được phát hành tại khu vực đó. |      |                          |                          |                                  |

### Các ca khúc khác từng lọt bảng xếp hạng
| Tiêu đề             | Năm  | Vị trí xếp hạng cao nhất | Album         |
| Tiêu đề             | Năm  | HQ Down.                 | Album         |
| ------------------- | ---- | ------------------------ | ------------- |
| "Holiday"           | 2020 | 189                      | Who Dis?      |
| "Dangerous in Love" | 2021 | 188                      | Fire Saturday |
| "Hola"              | 2022 | 75                       | Doomchita     |
| "Slam"              | 2022 | 69                       | Tap           |
| "Beautiful One"     | 2023 | 46                       | Doxa          |

## Video âm nhạc

### Video âm nhạc
| Tiêu đề           | Năm  | Đạo diễn                     | Nguồn  |
| ----------------- | ---- | ---------------------------- | ------ |
| "Who Dis?"        | 2020 | Hong Won-ki (Zanybros)       | [ 32 ] |
| "Got That Boom"   | 2020 | Hong Won-ki (Zanybros)       | [ 33 ] |
| "Fire Saturday"   | 2021 | Yoo Sung-kyun (Sunny Visual) | [ 34 ] |
| "Doomchita"       | 2022 | Hong Won-ki (Zanybros)       | [ 35 ] |
| "Tap"             | 2022 | Hong Won-ki (Zanybros)       | [ 36 ] |
| "Slam"            | 2022 | Hong Won-ki (Zanybros)       |        |
| "Like it like it" | 2023 | Yu-ya Hara (Almas)           | [ 37 ] |
| "Doxa"            | 2023 | Hong Won-ki (Zanybros)       | [ 38 ] |
| "Starlight"       | 2023 | Yang Si-wook (Memud)         | [ 39 ] |

### Video âm nhạc đã xuất hiện
| Năm  | Tên       | Album     | Thành viên | Ghi chú                        |
| ---- | --------- | --------- | ---------- | ------------------------------ |
| 2020 | Luv Virus | Luv Virus | Léa        | Với tư cách là thành viên nhóm |

## Giải thưởng & đề cử
| Giải thưởng                          | Năm  | Hạng mục                                     | Đề cử cho       | Kết quả   | Nguồn         |
| ------------------------------------ | ---- | -------------------------------------------- | --------------- | --------- | ------------- |
| APAN Music Awards                    | 2020 | Best Female Group                            | Secret Number   | Đề cử     | [ 40 ]        |
| Asia Artist Awards                   | 2020 | Best New Female Artist                       | Secret Number   | Đoạt giải | [ 41 ]        |
| Asia Artist Awards                   | 2020 | Female Idol Group Popularity Award           | Secret Number   | Đề cử     | [ 42 ]        |
| Asia Artist Awards                   | 2021 | Female Idol Group Popularity Award           | Secret Number   | Đề cử     | [ 43 ]        |
| Asia Artist Awards                   | 2021 | U+ Idol Live Popularity Award (Female Group) | Secret Number   | Đề cử     | [ 44 ]        |
| Asia Artist Awards                   | 2023 | Female Idol Group Popularity Award           | Secret Number   | Đề cử     | [ 45 ]        |
| Asian Pop Music Awards               | 2020 | Best New Artist (Overseas)                   | "Who Dis?"      | Đề cử     | [ 47 ]        |
| Asian Pop Music Awards               | 2020 | Outstanding Newcomer                         | Secret Number   | Đoạt giải | [ 47 ]        |
| Brand of the Year Awards             | 2020 | Best Rookie Female Idol Award                | Secret Number   | Đề cử     | [ 49 ]        |
| Circle Chart Music Awards            | 2023 | Idolplus Global Artist Award                 | Secret Number   | Đề cử     | [ 50 ]        |
| Forbes Korea K-Pop Awards            | 2021 | Female Popularity Award                      | Secret Number   | Đề cử     | [ 51 ]        |
| Indonesian Hallyu Fans Choice Awards | 2021 | Girl Group Song of the Year                  | "Fire Saturday" | Đoạt giải | [ 52 ]        |
| K-World Dream Awards                 | 2022 | Popularity Award (Girl Group)                | Secret Number   | Đề cử     | [ 54 ]        |
| K-World Dream Awards                 | 2023 | Popularity Award (Girl Group)                | Secret Number   | Đề cử     | [ 55 ] [ 56 ] |
| K-World Dream Awards                 | 2023 | 4th Gen Hot Icon Female Award                | Secret Number   | Đoạt giải | [ 55 ] [ 56 ] |
| K-World Dream Awards                 | 2023 | K-Global Next Leader Award                   | Secret Number   | Đoạt giải | [ 55 ] [ 56 ] |
| Korea First Brand Awards             | 2021 | Rookie Female Idol Award                     | Secret Number   | Đề cử     | [ 58 ]        |
| MAMA Awards                          | 2020 | Best New Female Artist                       | Secret Number   | Đề cử     | [ 59 ]        |
| MAMA Awards                          | 2020 | Artist of the Year                           | Secret Number   | Đề cử     | [ 59 ]        |
| MAMA Awards                          | 2020 | Worldwide Icon of the Year                   | Secret Number   | Đề cử     | [ 59 ]        |
| MAMA Awards                          | 2022 | Road to Max Award                            | Secret Number   | Đề cử     | [ 60 ]        |
| Seoul Music Awards                   | 2021 | Rookie of the Year                           | Secret Number   | Đề cử     | [ 61 ]        |
| Seoul Music Awards                   | 2021 | K-wave Popularity Award                      | Secret Number   | Đề cử     | [ 61 ]        |
| Seoul Music Awards                   | 2021 | Popularity Award                             | Secret Number   | Đề cử     | [ 61 ]        |
| Seoul Music Awards                   | 2021 | Fan PD Artist Award                          | Secret Number   | Đề cử     | [ 61 ]        |
| Seoul Music Awards                   | 2021 | WhosFandom Award                             | Secret Number   | Đề cử     | [ 61 ]        |
| The Fact Music Awards                | 2020 | Fan N Star Choice Award (Artist)             | Secret Number   | Đề cử     | [ 62 ]        |
| The Fact Music Awards                | 2020 | TMA Popularity Award                         | Secret Number   | Đề cử     | [ 63 ]        |
| The Fact Music Awards                | 2021 | U+ Idol Live Popularity Award                | Secret Number   | Đề cử     | [ 64 ]        |
| The Fact Music Awards                | 2022 | Fan N Star Choice Award (Artist)             | Secret Number   | Đề cử     | [ 65 ]        |
| The Fact Music Awards                | 2022 | Four Star Awards                             | Secret Number   | Đề cử     | [ 66 ]        |
| The Fact Music Awards                | 2022 | Idolplus Popularity Award                    | Secret Number   | Đề cử     | [ 67 ]        |
| The Fact Music Awards                | 2023 | Best Music Summer                            | "Doxa"          | Đề cử     | [ 68 ]        |
| The Fact Music Awards                | 2023 | Best Music Fall                              | "Starlight"     | Đề cử     | [ 69 ]        |
| Tokopedia WIB Indonesia K-pop Awards | 2021 | Multi Language Group Award                   | Secret Number   | Đoạt giải | [ 70 ]        |
| Universal Superstar Awards           | 2024 | Universal Best Popularity (Female)           | Secret Number   | Đoạt giải | [ 71 ] [ 72 ] |
| Universal Superstar Awards           | 2024 | Universal Golden Best                        | Secret Number   | Đoạt giải | [ 71 ] [ 72 ] |
| Universal Superstar Awards           | 2024 | KM Chart Top 6 – Best Hot Choice (Female)    | Secret Number   | Đoạt giải | [ 71 ] [ 72 ] |

### Danh sách
| Nhà xuất bản    | Năm  | Danh sách   | Vị trí | Nguồn  |
| --------------- | ---- | ----------- | ------ | ------ |
| Billboard Korea | 2020 | Best Rookie | Placed | [ 73 ] |